# محمد الحبيب المرزوقي
أبو يعرب المرزوقي فيلسوف عربي تونسي، من مواليد بنزرت (منزل بورقيبة) سنة 1947م، حائز على إجازة في الفلسفة من جامعة السوربون 1972م ودكتوراه دولة في الفلسفة العربية واليونانية 1991م. متخصص في الفلسفة العربية واليونانية والألمانية، له توجه فلسفي إسلامي في إطار وحدة الفكر الإنساني تاريخيا وبنيويا.

## مشروعه الفلسفي
«يمكننا القول إن المفكر العربي التونسي أبا يعرب المرزوقي استطاع أن يخطو الخطوة الأولى، وهي الأصعب من غير ما شك، باتجاه التأسيس لفلسفة عربية معاصرة، لا تناصب الدين العداء وإنما تتفيأ ظلاله وتسترشد بتوجيهاته. ولعل نجاح المرزوقي في هذا عائد في المقام الأول لكونه خبر الفكرين الديني والفلسفي، الإسلامي والغربي، وبدأ يشق طريقاً ومنهجًا جديدًا، يسعى من خلاله إلى أن تستعيد الفلسفة دورها الرائد في البناء الديني والفلسفي. اهتمام المرزوقي هذا لا يقتصر على الفلسفة فحسب وإنما يتعداها إلى أمور أخرى، تتعلق بالنهوض السياسي والفكري الحضاري العربي والإسلامي. والحقيقة أن المرزوقي يمتلك الأدوات اللازمة للبحث في هكذا موضوع، فهو الضليع بأهم اللغات العالمية، كالإنجليزية والفرنسية والألمانية». (مقدمة حوار محمد الحواراني، مجلة العربي الكويتية، يناير 2005)

## حياته العملية
- أستاذا للفلسفة في كلية الآداب - جامعة تونس الأولى في الفترة 1980 - 2006 م
- مديرا لمعهد الترجمة (بيت الحكمة) في تونس في الفترة 1983 - 1991 م
- أستاذا للفلسفة في الجامعة الإسلامية العالمية ماليزيا في الفترة 2002 - 2006 م.
- عضوا مستقلا في المجلس الوطني التأسيسي التونسي رشحه حزب حركة النهضة الإسلاميّة كرئيس لقائمته في دائرة تونس 1 في الفترة 2011 _ 2012 .

له أكثر من مائة بحث ومقال ودراسة بالعربية والفرنسية والإنجليزية في قضايا الفكر العربي والإنساني

## أهم مقالاته
لو لم يجرب الغرب في ثوراته السياسية والاجتماعية نظائر محرفة مما أوصى به القرآن لما ادرك المسلمون معاني ما دعا إليه من ضرورة تحرير البشرية من المستبدين بالسلطان الروحي ( أو الكنيسة التي عوضها عندنا استبداد العلماء لما نقلوا سلطة التشريع من منزلة فرض العين على كل مسلم إلى منزلة فرض الكفاية بالاستحواذ عليه ) ومن المستبدين بالسلطان الزماني (الدولة ذات الحق الإلهي التي عوضها عندنا استبداد الأمراء لما نقلوا سلطة التنفيذ من منزلة فرض العين على كل مسلم إلى منزلة فرض الكفاية بالاستحواذ عليه). لكن القرآن الكريم الذي سعى إلى تحرير البشرية من الاستبدادين حدد طبيعة سلطتي الأمة الحقيقيتين:
1. سلطة التواصي بالحق في الاجتهاد الذي يطلب علوم الدين والدنيا وكان على المسلمين ابداع مؤسسات تنظمها لتكون أداة كل عمل تشريعي
2. وسلطة التواصي بالصبر في الجهاد الذي يحقق الاستخلاف بتطبيق تلك العلوم في تنظيم حياة البشر وتمكينهم من تسخير العالم مع رعايته.وكان على المسلمين ابداع المؤسسات لتكون أداة كل عمل تنفيذي.

والمعلوم أن مجموع الاستحواذين هو اغتصاب سلطتي الأمة التي نسب إليها الرسول الكريم وحدها ودون سواها العصمة في الامرين. وذلك هو شرط التحرر من الطاغوت الذي قرنت الآية 256 من البقرة الكفر به بالإيمان بالله إيمانا حرا لا اكراه فيه لتبين الرشد من الغي.

## المسيرة السياسية
ترشح لانتخابات المجلس الوطني التأسيسي في 23 أكتوبر 2011 عن قائمة لحزب حركة النهضة وفاز بمقعد في المجلس الوطني التأسيسي. وعُيّن مستشارا لرئيس الحكومة حمادي الجبالي. لكنه قدّم استقالته من المجلس في 6 مارس 2013 واعتزل السياسة وقد عوّضته النائبة وردة التركي عن دائرة تونس 1. وقد نشر مقالا في 6 مارس 2013 في صفحته على فيسبوك لام فيها حركة النهضة وقد قال:
 وأضاف 
 فيما قالت الصفحة الرئيسية لكتلة حركة النهضة أنه استقال لأسباب شخصية.

## إثارة الجدل
قال أثناء مداخلته في مؤتمر حركة النهضة بقصر المعارض بالكرم في 16 يوليو 2012 «و تعلمون أن السياحة في الحقيقة بغاء سري». وقد أثار التصريح جدلا واسعا.

## مؤلفاته
- مفهوم السببية عند الغزالي
- إبستمولوجيا أرسطو أو منزلة الرياضيات في الخطاب العلمي الأرسطي
- الاجتماع النظري الخلدوني والتاريخ العربي المعاصر
- فقه العلم ومراسه أو الإبستمولوجيا البديل
- إصلاح العقل في الفلسفة العربية: من واقعية أرسطو وأفلاطون إلى إسمية ابن تيمية وابن خلدون مركز دراسات الوحدة العربية، 1996
- وحدة الفكرين الديني والفلسفي دار الفكر 2001
- النظر والعمل والمأزق الحضاري العربي والإسلامي الراهن تأليف مشترك مع د. حسن حنفي دار الفكر المعاصر للطباعة والنشر والتوزيع 2003
- تجليات الفلسفة العربية منطق تاريخها من خلال منزلة الكلي دار الفكر المعاصر للطباعة والنشر والتوزيع 2001
- آفاق فلسفة عربية معاصرة[7] تأليف مشترك مع الطيب تيزيني دار الفكر المعاصر للطباعة والنشر والتوزيع 2001
- آفاق النهضة العربية ومستقبل الإنسان في مهب العولمة دار الطليعة، 1999
- في العلاقة بين الشعر المطلق والإعجاز القرآني دار الطليعة
- إشكالية تجديد أصول الفقه / حوارية مع د. محمد سعيد رمضان البوطي دار الفكر 2006
- شروط نهضة العرب والمسلمين دار الفكر 2001
- فلسفة التاريخ الخلدونية : دور علم العمران في عمل التاريخ وعلمه
- نقد الميتافيزيقا بين الغزالي وابن رشد
- النخب العربية وعطالة الإبداع في منظور الفلسفة القرآنية
- شرعية الحكم في عصر العولمة
- الثورة القرآنية وأزمة التعليم الديني
- حرية الضمير والمعتقد في القرآن والسنة
- صونا للفلسفة والدين
- تحديات وفرص : محاورات في أحوال الفكر والسياسة عند العرب والمسلمين
- فلسفة الدين
- الجلي في التفسير
- استئناف العرب لتاريخهم الكوني (ثورة الحرية و الكرامة : تونس نموذجا) : الدار العربية للعلوم ناشرون و مركز الجزيرة للدراسات 2011
- أشياء من النقد و الترجمة، دار جداول 2012

### ترجمات
ترجمة عدة مراجع فلسفية نذكر منها:
- ترجمة كتاب بسيط المنطق الحديث ويلارد كواين دار الطليعة، 1996
- ترجمة كتاب مصادر الفلسفة العربية بيار دوهيم دار الفكر 2005
- ترجمة كتاب الأناسة
- ترجمة كتاب الموجز في راهن الإشكاليات الفلسفية مشكل غاية التأسيس وعقلانية الفلسفة
- الأمريكيون الجوامح وأصول الدستور الأمريكي، وودي هولتون، هيئة أبوظبي للثقافة والتراث (كلمة)، أبوظبي، 2010

## دراسات حول أبو يعرب المرزوقي
- عبد السلام شكري ورائد السمهوري، هل كان ابن تيمية فيلسوفا اسميا؟ دراسة تحليلية نقدية في قراءة أبي يعرب المرزوقي لابن تيمية، مجلة تبيُّن (المركز العربي للأبحاث ودراسة السياسات)، العدد 31، المجلد الثامن، شتاء 2020، الصفحات 61ء80.

## وصلات خارجية
- محمد الحبيب المرزوقي على موقع أرشيف الشارخ.
- فضاء أبو يعرب المرزوقي على موقع الفلسفة نسخة محفوظة 22 أبريل 2017 على موقع واي باك مشين.
- [ صفحة البروفيسور أبو يعرب المرزوقي على شبكة الفايسبوك https://www.facebook.com/Prof.Yoreb ]
- [ حساب الدكتور أبو يعرب المرزوقي على شبكة الفايسبوك https://www.facebook.com/AbouYaarebMarzouki ]
- [ حساب الدكتور أبو يعرب المرزوقي على شبكة تويتر https://twitter.com/Abou_Yaareb ]